# NGC 2217
NGC 2217 este o galaxie lenticulară situată în constelația Câinele Mare. A fost descoperită în 20 ianuarie 1835 de către John Herschel. Se află la o distanță de 25,47 de megaparseci de Pământ.